# Yogi, łowca skarbów
Yogi, łowca skarbów /  Misia Yogi wyprawa po skarby / Miś Yogi – poszukiwacze zaginionych skarbów (ang. Yogi’s Treasure Hunt, 1985-1988) – serial animowany produkcji amerykańskiej z 1985 roku ze studia Hanna-Barbera. 
W Polsce serial był najpierw emitowany w wersji lektorskiej pod tytułem Misia Yogi wyprawa po skarby w bloku dla dzieci Kino „Tik-Taka” na TVP1 w 1991 roku. Niektóre odcinki zostały również wydane na VHS w nowej wersji lektorskiej pod tytułem Miś Yogi – poszukiwacze zaginionych skarbów. W 1997 roku serial był emitowany na kanale Polsat (później też na kanale Polsat 2) również z lektorem, ale już pod oficjalnym tytułem Yogi, łowca skarbów. Od 2008 roku serial emitowany jest na kanale Boomerang, jednak tym razem w wersji z dubbingiem, którą także emituje od 12 marca 2011 roku stacja TV Puls. Od 29 października 2011 roku kanał TVN 7 wyemitował jednorazowo kilka odcinków serii 2 i 3, we własnej wersji lektorskiej, która jednak została anulowana przez stację z powodu niskiej oglądalności. Od 2016 roku Puls 2 emituje ten serial z polskim dubbingiem.

## Fabuła
Serial opowiada o perypetiach Misia Yogi oraz jego załogi (w jej skład wchodzą postaci z wielu seriali wytwórni Hanna Barbera, m.in. Pies Huckleberry, Quick Draw, Pies Doggy i jego syn Augie oraz strażnik Smith), którzy poszukują skarbów. Wrogami drużyny Yogiego są Dick Wredniak i pies Muttley, którzy chcą im przeszkodzić w szukaniu łupu. W każdym odcinku Top Cat wyznacza poszukiwaczom do wykonania zadanie, które zbliży ich do skarbu.

## Spis odcinków
| N/o            | Polski tytuł (dubbing)                 | Angielski tytuł                            |
| -------------- | -------------------------------------- | ------------------------------------------ |
|                |                                        |                                            |
| SERIA PIERWSZA |                                        |                                            |
|                |                                        |                                            |
| 01             | Zagadka w środku Ziemi                 | The Riddle in the Middle of the Earth      |
|                |                                        |                                            |
| 02             | Przygoda w dżungli                     | Bungle in the Jungle                       |
|                |                                        |                                            |
| 03             | Countdown Drac                         | Countdown Drac                             |
|                |                                        |                                            |
| 04             | Powrót El Kabonga                      | The Return of El Kabong                    |
|                |                                        |                                            |
| 05             | Ole, czerwononosy Wiking               | Ole the Red Nose Viking                    |
|                |                                        |                                            |
| 06             | Klątwa Tutti-Frutti                    | The Curse of Tutti Frutti                  |
|                |                                        |                                            |
| 07             | Yogi i jednorożec                      | Yogi and the Unicorn                       |
|                |                                        |                                            |
| 08             | Diament beznadziei                     | The Case of the Hopeless Diamond           |
|                |                                        |                                            |
| 09             | Zaginiona księga czarów Merlina        | Merlin’s Lost Book of Magic                |
|                |                                        |                                            |
| 10             | Uskok w Beverly Hills                  | Beverly Hills Flop                         |
|                |                                        |                                            |
| SERIA DRUGA    |                                        |                                            |
|                |                                        |                                            |
| 11             | W poszukiwaniu garnka złota            | Follow the Yellow Brick Gold               |
|                |                                        |                                            |
| 12             | Miodowa wyprawa                        | To Bee or not to Bee. That is the Treasure |
|                |                                        |                                            |
| 13             | Odyseja kosmiczna                      | Heavens to Planetoid                       |
|                |                                        |                                            |
| 14             | Buddyjskie zamieszanie                 | Beswitched, Buddha’d, and Bewildered       |
|                |                                        |                                            |
| 15             | Nie ma to jak Nome                     | There’s No Place Like Nome                 |
|                |                                        |                                            |
| 16             | Wielki skarb Ameryki                   | The Great American Treasure                |
|                |                                        |                                            |
| 17             | Huck bohater                           | Huckle Hero                                |
|                |                                        |                                            |
| 18             | Jęcząca Liza                           | The Moaning Liza                           |
|                |                                        |                                            |
| SERIA TRZECIA  |                                        |                                            |
|                |                                        |                                            |
| 19             | Śnieżka i Siedmiu poszukiwaczy skarbów | Snow White and the 7 Treasure Hunters      |
|                |                                        |                                            |
| 20             | Bohaterowie Yogiego                    | Yogi’s Heroes                              |
|                |                                        |                                            |
| 21             | Atak z Marsa                           | The Attack of Dr. Mars                     |
|                |                                        |                                            |
| 22             | 20 000 mil przybrzeżnej żeglugi        | 20,000 Leaks Under the Sea                 |
|                |                                        |                                            |
| 23             | Profesor Yogi                          | Goodbye Mr. Chump                          |
|                |                                        |                                            |
| 24             | Yogi na antenie                        | Yogi Bear on the Air                       |
|                |                                        |                                            |
| 25             | Yogi i magiczna fasola                 | Yogi and the Beanstalk                     |
|                |                                        |                                            |
| 26             | Chciwy potwór                          | The Greed Monster                          |
|                |                                        |                                            |
| 27             | Tajny agent miś                        | Secret Agent Bear                          |
|                |                                        |                                            |

## Gościnne występy
- W odcinku Śnieżka i siedmiu poszukiwaczy skarbów występują Kaczorek Yakky Doodle jako słuchacz, Wilk Hockey jako lustro królowej oraz znana z seriali takich jak Odlotowe wyścigi Penelopa Samwdzięk jako Królewna Śnieżka.
- W odcinku Yogi na antenie gościnnie pojawia się znany z Odlotowych wyścigów i Perypetii Penelopy Mrówczy Gang, w skład którego wchodzą: Clyde, lekkomyślny Głąbek, ciągle śmiejący się Rechot, szybko mówiący Szybki, pomysłowy Patent, smacznie śpiący Chrapek i cierpiący na depresję Chlipek.
- W odcinku Yogi i Jednorożec gościnnie pojawiają się Jaś i Małgosia, oraz Czerwony Kapturek i Wilk Hockey